# Anna Coote
Anna Coote, född 1947, är en brittisk feminist, journalist och författare.
Coote anslöt sig till kvinnorörelsen 1971, då hon medverkade i grundandet av Women's Report Collective. År 1972 medverkade hon i inrättandet av en kvinnorättsgrupp vid National Council for Civil Liberties. Hon var medförfattare till tre upplagor av Women's Rights: A Practical Guide och skrev tillsammans med Beatrix Campbell boken Sweet Freedom. The Struggle for Women’s Liberation (1982), vilken behandlar den brittiska kvinnorörelsens historia.